# Budapest Internet Exchange
A Budapest Internet Exchange („budapesti adatcserélő központ” vagy BIX) egy kapcsolati lehetőség a magyarországi érdekeltségekkel rendelkező internetszolgáltatók részére.
A BIX létrehozásának célja az volt, hogy a magyar internetszolgáltatók közötti adatforgalom ne külföldön keresztül folyjon (szolgáltató1 → külföld1 → külföld2 → szolgáltató2), és ne terhelje mindkét szolgáltató külföldi vonalát, hanem a szolgáltatók közvetlenül, Magyarországon belül kapcsolódjanak egymáshoz, a külföldi út helyett egy helyi, nagy sávszélességű és ezzel együtt olcsóbb kapcsolaton. Fontos szempont volt az is, hogy az üzemeltető versenysemleges legyen, így került a tagok döntése alapján az Internet Szolgáltatók Tanácsa kezelésébe. A 2010-es évekre a BIX tagjai között számos külföldi internetszolgáltató is megjelent, jelentősen növelve ezzel a BIX-en elérhető hálózatok számát.

## Adatforgalom
Megalakulásakor – 1997-ben – a BIX-nek 10-12 tagja volt, a forgalom ekkor még 10 vagy 100 Mbps sebességen zajlott.
2009-ben a BIX-hez 50 szolgáltató kapcsolódott, ezen belül a külföldi cégek aránya kb. 20%. A tagok 100 Mbps, 1 Gbps és 10 Gbps (illetve ezek többszöröse) sebességű kapcsolatot használhatnak.
2008. november 26-án a BIX teljes aggregált forgalma 100,5 Gbit/s és 15,8 MPacket/s-volt. 2008-ban forgalma 66%-kal növekedett, így a BIX továbbra is Közép-Kelet-Európa legnagyobb, valamint Európa hatodik legforgalmasabb internetes kicserélő központja.
2010 márciusa környékén a BIX teljes IPv4-alapú forgalma 164,3 Gbit/s és 30,8 Mpacket/s volt.
2014 végére a BIX teljes forgaloma elérte a 210 Gbit/s és 31,7 Mpacket/s értékeket.  

## Elhelyezkedés
A BIX fizikailag Budapesten található 3 helyszínen:
- XIII. ker, Victor Hugo u. 18–22.
- X. ker, Kozma utca 2. (2010. szeptember 1-jétől)
- VIII. ker, Asztalos Sándor u. 13. (2010. szeptember 1-jétől)

Használata elsősorban a budapesti szolgáltatóknak kedvez: a fővároson kívüli szolgáltatók kénytelenek nagysebességű adatátviteli kapcsolatot bérelni Budapestig, amiért jóval magasabb havi díjat kell fizetni, mint a Budapesten belüli kapcsolatokért. Nem olcsóbb az az alternatív megoldás sem, ha egy vidéki internetszolgáltató IP tranzit szolgáltatást bérel valamelyik magyar telekommunikációs cégtől, ennek segítségével eléri a BIX-et és opcionálisan a globális internetet is.

## Eszközök

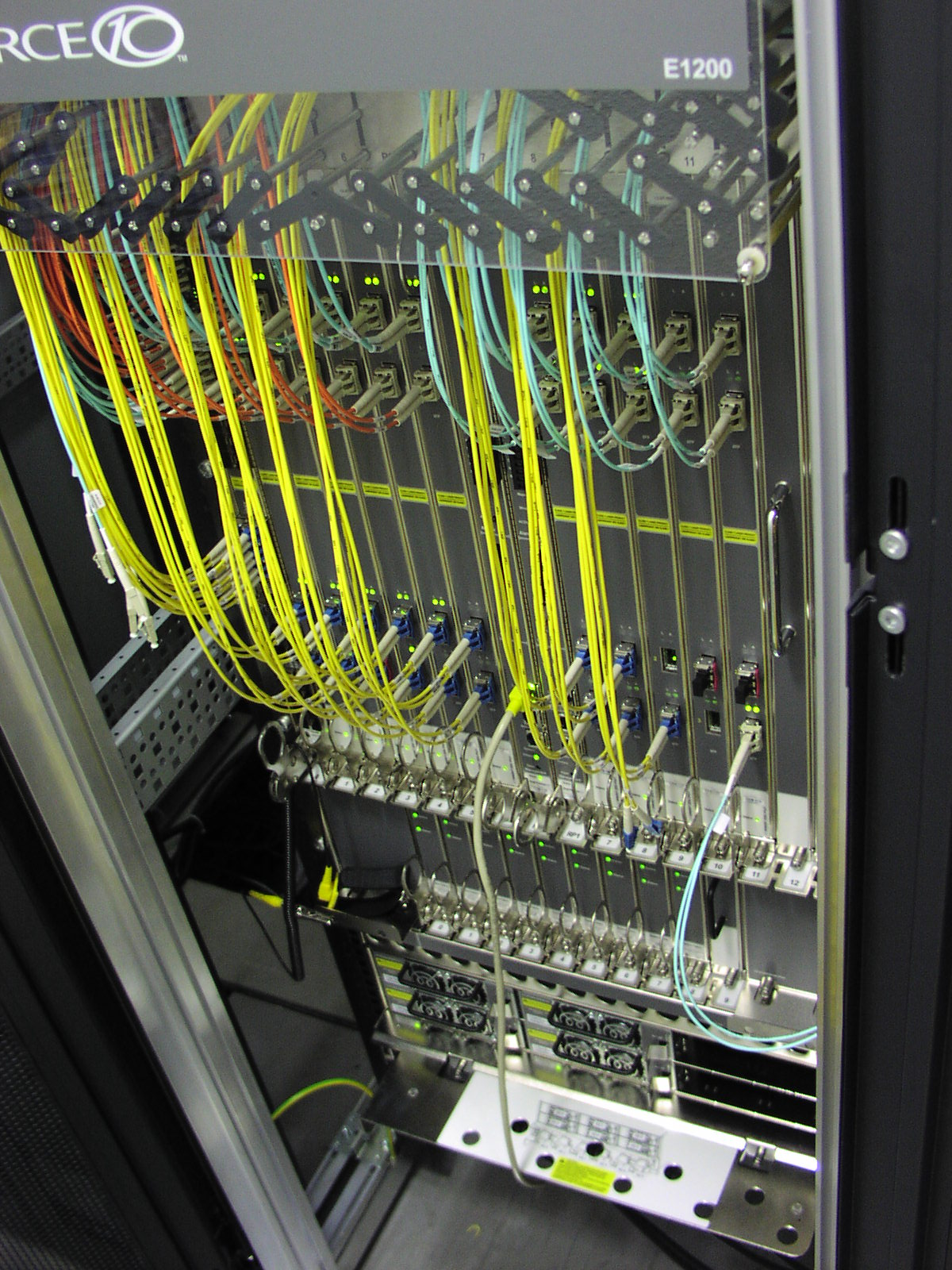
A 2009-es rekonstrukció során beszerzett egyik switch

Az összeköttetés magját adó ún. core node szerepét 2009 májusától Force10 E1200i eszközök töltik be.
Az átállás 2009. május 10. és június 3. között, három szakaszban került végrehajtásra. Az új architektúra 1,68 terabitet képes forgalmazni másodpercenként.
2014-ben új hálózati eszközöket helyeztek üzembe, melyeken bevezetésre kerültek új, nagy sebességű interfészek is (40Gbit/s és 100Gbit/s Ethernet portok). 